# Podoxymys roraimae
Podoxymys roraimae (Anthony, 1929) è un roditore della famiglia dei Cricetidi, unica specie del genere Podoxymys (Anthony, 1929), endemico del Venezuela.

## Descrizione

### Dimensioni
Roditore di piccole dimensioni, con la lunghezza della testa e del corpo di 101 mm, la lunghezza della coda di 95 mm e la lunghezza del piede di 23 mm.

### Caratteristiche craniche e dentarie
Il cranio è lungo e sottile con un rostro allungato e le ossa nasali lunghe e proiettate in avanti. Il palato è corto i fori palatali invece sono abbastanza lunghi. La mandibola è delicata ed allungata con un processo coronoide corto. Gli incisivi superiori sono opistodonti, ovvero con le punte rivolte verso l'interno della bocca, mentre i molari hanno la corona bassa.
Sono caratterizzati dalla seguente formula dentaria:

### Aspetto
La pelliccia è lunga e liscia, le parti dorsali sono nerastre con le punte dei peli più chiare, mentre i fianchi e le parti ventrali sono leggermente più chiare. Gli occhi sono piccoli. Le orecchie sono parzialmente nascoste nella folta pelliccia. Il dorso delle zampe è brunastro. gli artigli delle zampe anteriori sono lunghi, sottili e fortemente compressi lateralmente, quelli dei piedi sono invece leggermente più corti. Il pollice ha un artiglio ben sviluppato, il primo e quinto dito dei piedi sono ridotti. La coda è lunga circa quanto la testa ed il corpo ed è uniformemente marrone. È presente la cistifellea. Il cariotipo è 2n=16 FN=26.

## Biologia

### Comportamento
È una specie terricola.

## Distribuzione e habitat
Questa specie è conosciuta soltanto sul versante venezuelano del Monte Roraima.
Vive in zone boscose dominate da piccoli alberi del genere Bonnetia.

## Conservazione
La IUCN Red List, considerato che è conosciuta soltanto in una località con un areale inferiore a 250 km², classifica P.roraimae come specie vulnerabile (VU).